# Pānchet Hill
Pānchet Hill är ett berg i Indien.   Det ligger i distriktet Puruliya och delstaten Västbengalen, i den östra delen av landet, 1 100 km sydost om huvudstaden New Delhi. Toppen på Pānchet Hill är 626 meter över havet, eller 480 meter över den omgivande terrängen. Bredden vid basen är 5,1 km.
Terrängen runt Pānchet Hill är huvudsakligen platt, men den allra närmaste omgivningen är kuperad. Pānchet Hill är den högsta punkten i trakten. Runt Pānchet Hill är det tätbefolkat, med 356 invånare per kvadratkilometer. Närmaste större samhälle är Kulti, 14,0 km nordost om Pānchet Hill. Trakten runt Pānchet Hill består till största delen av jordbruksmark.